# Ernest Allard (député)
Pour les autres membres de la famille, voir Famille Allard.
Pour les articles homonymes, voir Ernest Allard et Allard.
Joseph Gustave Ernest Allard, né à Bruxelles le 2 avril 1840 et mort dans sa ville natale le 7 août 1878, est un avocat et homme politique belge membre du parti libéral.
Il appartient à la famille Allard, des orfèvres et directeurs de la Monnaie.

## Biographie
Ernest Allard sortit docteur en droit de l'Université libre de Bruxelles en 1862 et mena une carrière d'avocat à Bruxelles de 1862 à 1878.
Il avait épousé Élise Rombaut (1844–1903) dont il eut une fille, Louise (1868–1938), qui épousa en 1888 Maxime de Prelle de la Nieppe (1861–1944), avocat.
Il était le fils de Joseph Gustave Marie Benoît Allard (1803 - 1869), avocat du ministère des Finances et du ministère des Travaux publics, bâtonnier de l'Ordre des avocats, et de Hortence Dansaert, fille de Jean-Baptiste Dansaert et Anne Engels. 
En 1871 il devint conseiller communal de Bruxelles et devint de 1877 à 1878 échevin de l'instruction publique. En avril 1876 il succéda à Jean-François Vleminckx comme député pour l'arrondissement de Bruxelles et exerça ce mandat jusqu'à sa mort.

## Charges exercées
- Administrateur de l'ULB de 1872 à 1878.
- Vénérable maître de la loge les Vrais Amis de l'union et du progrès réunis à Bruxelles.
- Membre du conseil d'administration de la Ligue de l'Enseignement
- Administrateur du Mont de Piété de Bruxelles.
- Membre du comité de l'École modèle de Bruxelles en 1878.

## Publications
- L'État et l'Église, leur passé et leur avenir en Belgique, Bruxelles, 1872.

## Odonymie
Le nom d'Ernest Allard, échevin de Bruxelles, a été attribué à une rue bruxelloise.

## Sources
- (nl) Cet article est partiellement ou en totalité issu de l’article de Wikipédia en néerlandais intitulé « Joseph Gustave Ernest Allard » (voir la liste des auteurs).